# Tommy Bryceland
Tommy Bryceland (Greenock, 1 maart 1939 – 22 januari 2016) was een Schots profvoetballer.
Bryceland begon zijn carrière bij St. Mirren FC in 1956. In zes seizoenen scoorde hij 47 doelpunten voor de club, waarmee hij in 1959 de Schotse Beker won. In 1962 stapte hij over naar Norwich City FC, waar hij zeven seizoenen zou spelen. In competitieverband scoorde hij 49 keer voor de club. In 1969 verhuisde hij naar Oldham Athletic AFC. Hij speelde twee seizoenen voor deze club alvorens terug te gaan naar St. Mirren FC voor het seizoen 1971-1972. Het seizoen erna trainde hij de Schotse club. 
Hij overleed in 2016 op 76-jarige leeftijd.

## Statistieken
| Seizoen | Club                | Land      | Competitie           | Wedstrijden | Doelpunten |
| ------- | ------------------- | --------- | -------------------- | ----------- | ---------- |
| 1956/62 | St. Mirren FC       | Schotland | Scottish Premiership | 104         | 47         |
| 1962/69 | Norwich City FC     | Engeland  | The Championship     | 284         | 49         |
| 1969/71 | Oldham Athletic AFC | Engeland  | League Two           | 67          | 10         |
| 1971/72 | St. Mirren FC       | Schotland | Scottish Premiership | 14          | 2          |
|         |                     |           | Totaal               | 439         | 108        |